# Л-2 «Сталінець»
| Л-2 «Сталінець»                                                                                       | Л-2 «Сталінець» | Л-2 «Сталінець» |
| --- | --- | --- |
| Л-2 «Сталинец»                                                                                        | | |
| | | |
| Схематичне зображення підводного човна типу «Ленінець»                                                | | |
| Верф                                                                                                  | завод № 189, Ленінград | завод № 189, Ленінград |
| Під прапором                                                                                          | СРСР | СРСР |
| Належність                                                                                            | Військово-морський флот СРСР | Військово-морський флот СРСР |
| Порт приписки                                                                                         | Кронштадт | Кронштадт |
| На службі                                                                                             | 1933—1941 | 1933—1941 |
| Сучасний статус                                                                                       | У ніч з 14 на 15 листопада 1941 року підірвався на трьох донних мінах, йдучи в складі конвою виставляти міни в Данцігській бухті | У ніч з 14 на 15 листопада 1941 року підірвався на трьох донних мінах, йдучи в складі конвою виставляти міни в Данцігській бухті |
| Бойовий досвід                                                                                        | «Зимова війна» Німецько-радянська війна * Кампанія на Балтійському морі                                                          | «Зимова війна» Німецько-радянська війна * Кампанія на Балтійському морі                                                          |
| Проєкт                                                                                                | | |
| Тип ПЧ                                                                                                | підводний мінний загороджувач | підводний мінний загороджувач |
| Основні характеристики                                                                                | | |
| Швидкість (надводна)                                                                                  | 12,5 вузлів | 12,5 вузлів |
| Швидкість (підводна)                                                                                  | 8,22 вузлів | 8,22 вузлів |
| Гранична глибина занурення                                                                            | 90 м | 90 м |
| Екіпаж                                                                                                | 52 особи | 52 особи |
| Розміри                                                                                               | | |
| Довжина найбільша (по КВЛ)                                                                            | 78,5 м | 78,5 м |
| Ширина корпусу найб.                                                                                  | 7,2 м | 7,2 м |
| Середня осадка (по КВЛ)                                                                               | 4,2 м | 4,2 м |
| Водотоннажність надводна                                                                              | 1038,3 т | 1038,3 т |
| Водотоннажність підводна                                                                              | 1330 т | 1330 т |
| Силова установка                                                                                      | | |
| Дизель-електрична: 2 × дизельних двигуни 42БМ6 2 × електродвигуни ПГ84/50+84/50 дизелі, електромотори | | |
| Потужність                                                                                            | 2 х 1100 к. с. (дизельні двигуни) 2 х 650 к. с. (електродвигун)                                                                  | 2 х 1100 к. с. (дизельні двигуни) 2 х 650 к. с. (електродвигун)                                                                  |
| Озброєння                                                                                             | | |
| Артилерія                                                                                             | 1 × 102-мм гармата Б-2 | 1 × 102-мм гармата Б-2 |
| Торпедно- мінне озброєння                                                                             | 6 носових 533-мм торпедних апарати (10 торпед) та 20 мін типу ПЛТ                                                                | 6 носових 533-мм торпедних апарати (10 торпед) та 20 мін типу ПЛТ                                                                |
| ППО                                                                                                   | 1 × 45-мм напівавтоматична універсальна гармата 21-К                                                                             | 1 × 45-мм напівавтоматична універсальна гармата 21-К                                                                             |

Л-2 «Сталінець» (до 1932 року «Марксист») (рос. Л-2 «Сталинец») — радянський військовий корабель, дизель-електричний підводний мінний загороджувач, другий корабель серії II типу «Ленінець» Військово-морського флоту СРСР за часів Другої світової війни. Закладений 6 вересня 1929 року під заводським номером 196 та ім'ям «Марксист» на заводі № 189 у Ленінграді. 21 травня 1931 року спущений на воду. 24 жовтня 1933 року корабель увійшов до складу ВМФ СРСР.

## Історія служби
Л-2 «Сталінець» входив до складу Балтійського флоту. 5 вересня 1934 року на борту «Сталінця» під час виконання навчального завдання при проведенні заходів бойової підготовки стався вибух. Загинуло шестеро осіб, ще четверо, в тому числі командир корабля, отримали поранення.
15 вересня 1934 року човен отримав позначення «Л-2».
C 7 грудня 1938 року по 11 листопада 1941 року човен проходив капітальний ремонт на заводі в Ленінграді. Станом на 22 червня 1941 року «Сталінець» входив до складу 14-го дивізіону навчальної бригади ПЧ Балтійського флоту, все ще перебуваючи в ремонті.
12 листопада 1941 о 18:00 човен вийшов з Кронштадта на мінну постановку в Данцигську бухту у складі конвою № 4, що прямував на півострів Ханко. В ніч з 14 на 15 листопада Л-2 «Сталінець» підірвався на трьох донних мінах загородження D.46, виставленого німецьким загороджувачем «Кайзер» поблизу від острову Кері, і затонув. Загинув весь екіпаж, окрім трьох людей, які встигли перейти на потопаючий есмінець типу 7-У «Суровий» і врятованих незабаром вже з нього.
19 листопада 1941 «Л-2» виключили зі складу ВМФ.